# Siegfried (Heiliger)

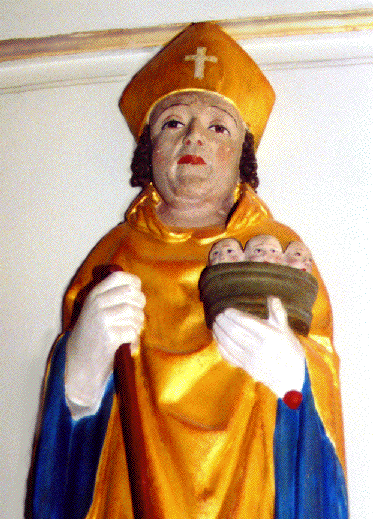
Der heilige Siegfried in der Övergran-Kirche

Der heilige Siegfried († um 1067), auch Sigfrid, Sigfridus oder Sigurd genannt, war der erste von mehreren angelsächsischen Missionaren, die das Christentum in Schweden verbreiteten.
Er kam über Dänemark nach Värend in Småland, zusammen mit seinen Neffen Unaman (Priester), Sunaman (Diakon) und Vinaman (Subdiakon). Diese wurden 1008 ermordet, als Siegfried zur Taufe des Königs Olof Skötkonung in Husaby (Västergötland) weilte. Als er nach Värend zurückkehrte, fand er einen Holzkübel auf einem See schwimmend mit den abgeschlagenen Köpfen seiner Verwandten. Im Mittelschiff der Domkirche zu Växjö sind ihre Reliquien beigesetzt.
Siegfried baute in Südschweden Kirchen und predigte dort. Legendarisch steht er an dritter Stelle in der Liste der Bischöfe von Skara, des ersten Bistums in Schweden, an dessen Gründung er zumindest mitwirkte. In Växjö, wo er starb, ist er auch begraben. Sein Schrein wurde im 17. Jahrhundert zerstört.
Manche Angaben über ihn sind umstritten und stammen aus seiner Hagiographie, die im 13. Jahrhundert abgefasst wurde. Auch ist unsicher, ob es Siegfried war, der den König taufte.
Sein Namenstag ist der 15. Februar, seine Attribute sind die Bischofstracht und ein Kübel mit drei Köpfen darin.